# Creu de terme del Coll
La Creu de terme del Coll és una creu de terme gòtica del municipi de Freginals (Montsià) inclosa en l'Inventari del Patrimoni Arquitectònic de Catalunya.

## Descripció
És una creu de terme de base esglaonada, els tres primers esglaons octogonals i un quart més alt, també octogonal (secció piramidal) que suporta una columna octogonal acabada en un capitell en el qual observem treballat un escut amb un castell dins. La creu, que remata el conjunt, és, segurament, molt posterior. Val la pena dir que la columna és d'una sola peça.

## Història
Aquesta creu de terme reconstruïda farà un decenni en fer el restaurant del recinte del qual forma ara part, era abans una antiga fàbrica de teules. El lloc que ocupa, no és amb tota certesa el lloc exacte que ocupava abans. Sembla que fou desmuntada durant la guerra però se'n conservaren les peces. Es diu que en aquest lloc hi acamparen les tropes del General Ortega, el 3 d'abril de 1860, tot negant-se a insurreccionar-se contra Isabel II.